# Tympanota patefacta
Tympanota patefacta är en fjärilsart som beskrevs av Louis Beethoven Prout 1958. Tympanota patefacta ingår i släktet Tympanota och familjen mätare. Inga underarter finns listade i Catalogue of Life.